# Idi (Wesir)
Idi war ein altägyptischer Wesir am Ende des Alten Reiches. Sein Vater Schemai war ebenfalls Wesir. Beide sind vor allem von einer Reihe königlicher Dekrete aus Koptos (siehe: Koptosdekrete) bekannt. Von Idi ist auch eine Statue erhalten (Brüssel, Musées Royaux d’Art et d’Histoire Nr. E.4355). Er wird in zwei Inschriften im Wadi Hammamat genannt und es gibt von ihm eine Biographie im Grab seines Vaters Schemai. In dieser Inschrift berichtet Idi, dass er Steine (wohl für einen Sarkophag, die Inschrift ist hier zerstört) für den König beschaffte. Der Name des Herrschers ist nicht gut erhalten, doch handelt es sich wahrscheinlich um Neferirkare II. In den Wadi Hammamat-Inschriften berichtet er, dass er Steine für den lokalen Fürsten Tjauti-iqer gebrochen hat.